# Eutelsat Hot Bird 13D
Eutelsat Hot Bird 13D (in precedenza Hot Bird 10, Atlantic Bird 4A ed Eutelsat 3C) è un satellite per le trasmissioni televisive del gruppo Eutelsat Communications che, attraverso appositi ricevitori sulla Terra collegati ad antenne paraboliche di diametro poco superiore a 70 cm, copre le regioni dell'Europa, Nordafrica e Medio Oriente. Dalla sua posizione, in orbita geostazionaria sull'equatore, a 13° est del meridiano di Greenwich deriva il suo nome. La lettera finale segue alfabeticamente l'ordine cronologico di lancio dei satelliti della serie Hot Bird situati nella medesima posizione.

## Storia
Nato come Hot Bird 10 fu messo in orbita nel febbraio 2009 con un razzo Ariane 5 partito dal sito di lancio ELA-3 del Centre Spatial Guyanais di Kourou nella Guyana francese.
È subito posizionato a 7° ovest e rinominato Atlantic Bird 4A; poi a 3° est prende il nome di Eutelsat 3C. Eutelsat Communications nei primi giorni di luglio 2013 lo rimpiazza col più recente Eutelsat 3D e lo sposta nuovamente alla posizione di 13° est per la quale era stato progettato rinominandolo Eutelsat Hot Bird 13D; il satellite sostituito Eutelsat Hot Bird 13A da questa posizione è a sua volta spostato a 7° – 8° ovest e rinominato Eutelsat 8 West C.
Inizialmente è stato commissionato come Atlantic Bird 4A a 7 ° W. Quando Atlantic Bird 7 divenne operativo, fu ribattezzato Eutelsat 3C e fu collocato con Eutelsat 3A a 3 ° Est. Successivamente è diventato Hotbird 13D e nel 2016 Eutelsat 33E, che si trova a 33° Est..

## Transponder
I 64 ripetitori (transponder) presenti sul satellite trasmettono, qualora utilizzati, sulle frequenze della banda Ku.
Questa lista è suscettibile di variazioni e potrebbe essere incompleta o non aggiornata.

Fonte: LyngSat, 29 gennaio 2018
| Transponder | Frequenza (MHz) | Polarizzazione | Standard | Symbol rate (baud) | FEC (bit) | Provider        |
| ----------- | --------------- | -------------- | -------- | ------------------ | --------- | --------------- |
| 90          | 12520           | V              | DVB-S    | 27500              | 5/6       | STN             |
| 91          | 12539           | H              | DVB-S2   | 30000              | 5/6       | Eutelsat        |
| 92          | 12558           | V              | DVB-S    | 27500              | 3/4       | Telespazio      |
| 93          | 12576           | H              | DVB-S2   | 27500              | 3/4       | Eutelsat        |
| 94          | 12596           | V              | DVB-S    | 27500              | 3/4       | GlobeCast       |
| 115         | 10815           | H              | DVB-S    | 27500              | 5/6       | MX1             |
| 116         | 10834           | V              | DVB-S2   | 27500              | 3/4       | nc+             |
| 117         | 10853           | H              | DVB-S2   | 29900              | 2/3       | MX1             |
| 118         | 10873           | V              | DVB-S2   | 27500              | 3/4       | SNRT            |
| 124         | 10992           | V              | DVB-S    | 27500              | 2/3       | RAI             |
| 125         | 11013           | H              | DVB-S2   | 29900              | 3/4       | RAI             |
| 126         | 11034           | V              | DVB-S    | 27500              | 3/4       | GlobeCast       |
| 127         | 11054           | H              | DVB-S    | 27500              | 5/6       | Media Broadcast |
| 128         | 11075           | V              | DVB-S    | 27500              | 3/4       | vuota           |
| 129         | 11096           | H              | DVB-S2   | 29900              | 2/3       | vuota           |
| 130         | 11117           | V              | DVB-S    | 27500              | 3/4       | vuota           |
| 131         | 11137           | H              | DVB-S    | 27500              | 3/4       | Arqiva          |
| 133         | 11179           | H              | DVB-S    | 27500              | 3/4       | Telespazio      |
| 134         | 11200           | V              | DVB-S    | 27500              | 5/6       | Eutelsat        |
| 154         | 11585           | V              | DVB-S2   | 27500              | 5/6       | CCTV            |
| 156         | 11623           | V              | DVB-S    | 27500              | 3/4       | GlobeCast       |
| 157         | 11642           | H              | DVB-S2   | 27500              | 3/4       | M-Three Satcom  |
| 158         | 11662           | V              | DVB-S2   | 27500              | 3/4       | Telespazio      |
| 159         | 11681           | H              | DVB-S2   | 27500              | 3/4       | Eutelsat        |